# Trzęsienie ziemi w Papui-Nowej Gwinei (2022)
Trzęsienie ziemi w Papui-Nowej Gwinei – trzęsienie ziemi o magnitudzie 7,6, które wystąpiło 11 września 2022 rano czasu lokalnego w Papui-Nowej Gwinei. Amerykańska Służba Geologiczna (USGS) wydała ostrzeżenie przed tsunami, które jednak zostało odwołane.

## Trzęsienie ziemi
11 września Papuę-Nową Gwineę nawiedziło silne trzęsienie ziemi. Epicentrum wstrząsów znajdowało się na głębokości ok. 80 km, w odległości 67 km na wschód od miasta Kainantu, w mało zamieszkałym terenie. Wstrząsy wyraźnie odczuła miejscowa ludność, w internecie pojawiły się nagrania pokazujące rzeczy spadające z półek w sklepach i domach, co najmniej 4 osoby zginęły w osuwisku. Uszkodzony został uniwersytet, jak i domy mieszkańców. Do silnych wstrząsów doszło również na indonezyjskich Wyspach Mentawai, gdzie ewakuowanych zostało około 200 osób. W obu lokalizacjach uszkodzone są budynki, w tym ośrodki zdrowia; wiejskie drogi i autostrady. Służba Geologiczna poinformowała o możliwych tsunami w promieniu do 1 tys. kilometrów, jednak te ostrzeżenia zostały odwołane.
Do kilku silnych trzęsień doszło również dzień wcześniej w Indonezji, których magnituda wynosiła 6,2.